# Solliès-Toucas
Solliès-Toucas è un comune francese di 5 182 abitanti situato nel dipartimento del Var della regione della Provenza-Alpi-Costa Azzurra.

## Società

### Evoluzione demografica
Abitanti censiti